# 기대

"기대"는 앞날에 대한 상상적 추측의 과정이다.

기대(期待, 영어: expectation)는 어떠한 일이 있기를 바라거나 어떠한 일이 생길 것이라는 예측을 하거나 어떠한 일이 이뤄지기를 바라는 감정이다. 기대가 어떤 이에게 너무 집중되면 기대를 받는 당사자는 오히려 부담감을 느낄 수도 있다. 기대가 깨지면 실망에 빠지게 된다.

## 방어 메커니즘
로빈 스키너(Robin Skinnner)는 기대를 "진짜 스트레스를 다루는 성숙한 방법.... 그것이 어떤 것인지 예상하고 그것을 어떻게 다룰 것인지 준비함으로써 어려운 도전의 스트레스를 줄이는 것" 중 하나로 간주했다. "성숙한 방어(승화, 기대)의 사용은 나이가 들수록 증가하는 경향이 있다"는 증거가 있지만 부정적인 사건에 대한 기대 자체는 나이가 들수록 감소하는 경향이 있다.

## 욕망
예상은 성적 욕망의 핵심 요소이다. 성관계에는 주요 인지적 요소가 있으므로 욕망의 가장 중요한 요소는 긍정적인 기대이다. 즐거운 기대의 이름 중 하나는 흥분이다.
보다 광범위하게 말하면, 기대는 일상 생활에서 중심적인 동기를 부여하는 힘, 즉 "미래에 대한 상상적 기대 또는 추측의 정상적인 과정"이다. 자신의 삶을 즐기려면 시간이 일을 할 수 있는 유망한 매체라는 믿음이 필요하다. 기대와 연기의 고통과 즐거움을 겪을 수 있어야 한다.

## 같이 보기
- 희망
- 낙천주의
- 신앙